# Бартодзєє (Радомський повіт)
Бартодзєє (пол. Bartodzieje) — село в Польщі, у гміні Ястшембія Радомського повіту Мазовецького воєводства.
Населення — 444 особи (2011).
У 1975-1998 роках село належало до Радомського воєводства.

## Демографія
Демографічна структура станом на 31 березня 2011 року:
|          | Загалом | Допрацездатний вік | Працездатний вік | Постпрацездатний вік |
| -------- | ------- | ------------------ | ---------------- | -------------------- |
| Чоловіки | 233     | 62                 | 144              | 27                   |
| Жінки    | 211     | 41                 | 122              | 48                   |
| Разом    | 444     | 103                | 266              | 75                   |